# 9-я воздушная армия (США, 2009)
9-я воздушная армия (9 ВА) (англ. Ninth Air Force (9 AF)) — нумерованное оперативное формирование (объединение, воздушная армия) Военно-воздушных сил Соединенных Штатов Америки, входящее в Боевое авиационное командование.

## История организационного строительства
Части и подразделения ранее существовавшей с 1942 года 9-й воздушной армии вошли в Центральное командование ВВС США были развернуты с 1990 года на Ближнем Востоке против Ирака, а с 2001 года против угроз, исходящих из Афганистана.
Новое военное оперативное формирование, сформированное 5 августа 2009 г. на Восточном побережье США получило наименование ранее существовавшей 9-й воздушной армии.

## Командование
- генерал-майор Марк Келли[1]

## Базирование
Штаб-квартира армии расположена на авиационной базе Шоу (Южная Каролина)

## В составе объединений
| Объединение                     | Период           |
| ------------------------------- | ---------------- |
| Боевое авиационное командование | 05.08.2009 — н/в |

## Структура
В состав армии входят:
- 1-е истребительное крыло (Лэнгли — Юстис, Виргиния);
- 4-е истребительное крыло (Сеймур Джонсон[англ.], Северная Каролина);
- 20-е истребительное крыло (Шоу[англ.], Южная Каролина);
- 23-е крыло (Муди[англ.], Джорджия);
- 93-е крыло воздушно-наземных операций (Муди[англ.], Джорджия);
- 325-е истребительное крыло (Тиндалл[англ.], штат Флорида);
- 461-е крыло воздушного контроля (Робинс[англ.] Джорджия);
- 495-я истребительная группа (Шоу[англ.], Южная Каролина);
- 633-е крыло обеспечения (Лэнгли — Юстис, Виргиния);
- 819-й отряд «Красные кони» (Малмстром, Монтана);
- 823-й отряд «Красные кони» (Хурлбурт, Флорида).

На армию также возложена задачи подготовки 30 подразделений ВВС Национальной гвардии и Командования резерва ВВС.